# Grana (softver)
Grananje je programska struktura koja omogućuje različit tijek programa, ovisan o rezultatu postavljenog uvjeta. To je važna struktura bez koje bi mogućnost rješavanja zadataka računalom bila vrlo ograničena. Rezultat postavljenog uvjeta mora biti jedno od dva stanja: true/false, da/ne, istina/laž, 1/0. Vrijednost rezultata uvjeta bit će 1 ako je uvjet zadovoljen i 0 ako uvjet nije zadovoljen.
Dijelovi programa koji se uvjetno izvode, grupiraju se u skupine ili blokove naredaba. Svaki se blok naredbi u ovoj inačici pseudo jezika omeđuje parom otvorena i zatvorena vitičasta zagrada ({ }). Ako blok naredbi ima samo jednu naredbu zagrade se mogu izostaviti. Blokovi naredbi se obično pišu uvučeno zbog preglednosti.
U dijagramu tijeka se za grananje koristi geometrijski lik romb.